# Un velero llamado libertad/Tu país
«Un velero llamado libertad» es un sencillo del cantautor español José Luis Perales del álbum Tiempo de otoño. Fue lanzado en 1980.

## Recepción

### Crítica
El álbum recibió críticas mixtas.

### Comercial
El álbum obtuvo un buen rendimiento en las listas de popularidad de varios países.

## Lista de canciones
| Lado A |                              |          |  |
| N.º    | Título                       | Duración |  |
| 1.     | «Un velero llamado libertad» |          |  |

| Lado B |           |          |  |
| N.º    | Título    | Duración |  |
| 1.     | «Tu país» |          |  |

## Créditos y personal
- Todas las canciones compuestas por José Luis Perales
- Compañía discográfica: Hispavox
- Productor discográfico: Rafael Trabucchelli†
- Fotografía: J. G. Villalba

## Otras versiones
En 2019 fue versionada por Falete, en el programa de La 1 de TVE La mejor canción jamás cantada.

### Créditos y personal
- «DISCOGRAFÍA - TIEMPO DE OTOÑO». joseluisperales.net. 2012. Archivado desde el original el 26 de abril de 2012. Consultado el 15 de enero de 2013.

- Datos: Q16644140